# Gisèle Colette
Pour les articles homonymes, voir Colette (homonymie).
Gisèle Colette est une nageuse française née le 1er avril 1920 à Bagnères-de-Bigorre et morte le 2 octobre 2003 à Marseille,, spécialisée en brasse. 

## Biographie
Elle est sacrée championne de France de natation sur 200 m brasse en 1935.